# Nycteola sinuosa
Nycteola sinuosa är en fjärilsart som beskrevs av Moore 1888. Nycteola sinuosa ingår i släktet Nycteola och familjen trågspinnare. Inga underarter finns listade i Catalogue of Life.